# Bogoljub Jevtić
Bogoljub Jevtić, född 24 december 1886 i Kragujevac, död 7 juni 1960 i Paris, var en jugoslavisk diplomat och politiker.
Bogoljub Jevtić trädde i diplomattjänst 1917, blev minister i Tirana 1926 i Wien 1928 och blev hovminister 1929. Jevti´c stod högt i gunst hos Alexander I av Jugoslavien och var vid sidan av general Petar Živković kungens främste medhjälpare vid diktaturens införande 1929, var utrikesminister 1932 och 1934, ministerpresident och utrikesminister 1934–1935. Han blev kommunikationsminister 1940 behöll den ställningen i regeringen som bildades av Dušan Simović vid statskuppen i mars 1941. Jevtić var 1942–1943 minister utan portfölj i jugoslaviska exilregeringen och ledde en speciell mission till USA. Han blev 1943 ambassadör i London med lämnade denna post i oktober 1944 på grund av överenskommelsen mellan Ivan Šubašić och Josip Broz Tito. Jevtić var medlem av den antikommunistiska jugoslaviska nationalkommittén i London.